# Burambi
Burambi es una comuna de la provincia de Rumonge en Burundi. En agosto de 2008 tenía una población censada de 57 167 habitantes.
Se encuentra ubicada al suroeste del país, cerca de la orilla sudoriental del lago Tanganica. 